# بولزانو فيسينتينو
بولزانو فيسينتينو (بالإيطالية: Bolzano Vicentino)‏ هي مدينة في مقاطعة فشنزة بمنطقة فنيتة، شمال إيطاليا.